# Timex Sinclair 3068
Timex Sinclair 3068 (zkráceně TS3068) je plánovaný, ale nikdy sériově nevyráběný počítač kompatibilní s počítačem Sinclair ZX Spectrum, navrhovaný v letech 1982 až 1983. Mělo se jednat o 16bitový počítač založený na procesoru Motorola, ale schopný i spouštění programů pro počítač Timex Sinclair 2068. Počítač měl konkurovat počítačům Amiga, Commodore 128, IBM a dalším pokoročilým počítačům té doby. Byly vyrobeny tři prototypy počítače.

## Technické Informace
- procesor: Motorola, 20 MHz
- paměť RAM: 256 KiB, část paměti byla zálohována baterií, rozšiřitelná na 1 MiB,
- 256 barev,
- porty pro: RS-232, Kempston joystick, paralelní port Centronics, magnetofon,
- slot pro paměťové kártridže, proti TS2068 bylo možné na paměťové kártridže i ukládat programy,
- vestavěná 5,25" disketová mechanika.